# Lymeon ornatipennis
Lymeon ornatipennis là một loài tò vò trong họ Ichneumonidae.